# Vallan
Vallan es una localidad y comuna francesa situada en la región de Borgoña, departamento de Yonne, en el distrito de Auxerre y cantón de Auxerre-Sud.

## Demografía
| 415 | 538 | 521 | 603 | 638 | 623 | 660 | 690 | 705 | 709 | 719 | 695 | 691 | 676 | 658 | 647 | 613 | 593 | 578 | 550 | 499 | 490 | 517 | 466 | 468 | 485 | 390 | 355 | 343 | 328 | 384 | 468 | 715 |
| Para los censos de 1962 a 1999 la población legal corresponde a la población sin duplicidades (Fuente: INSEE [Consultar]) |     |     |     |     |     |     |     |     |     |     |     |     |     |     |     |     |     |     |     |     |     |     |     |     |     |     |     |     |     |     |     |     |

Gráfico de la evolución de la población desde 1793